# Миссурийский университет
Миссурийский университет (англ. University of Missouri) — публичный, принадлежащий штату исследовательский университет США, находящийся в городе Колумбия, штат Миссури.

## История и деятельность
Основанный в 1839 году, он стал первым университетом штата к западу от реки Миссисипи. Миссурийский университет является крупнейшим в своём штате, в нём по 270 специальностям обучаются 30 тысяч студентов из всех штатов США и более, чем 100 стран мира. В мире проживает более 270 000 выпускников университета, половина из которых живут в Миссури.
Университет является частью Системы Миссурийского университета, которая объединяет четыре кампуса: расположенных в Колумбии (Университет Миссури — Колумбия, Mizzou, главный кампус), Ролле (Миссурийский университет науки и технологий, MS&T), Канзас-Сити (Миссурийский университет в Канзас-Сити, UMKC) и Сент-Луисе (Миссурийский университет в Сент-Луисе, UMSL).
Один из 34 публичных университетов, входящих в Ассоциацию американских университетов, и единственный из штата Миссури.
Университет расположился на 97-й месте в рейтинге журнала U.S. News & World Report за 2014-й год, оставшись на том же месте, что и в прошлом году.
Кампус университета расположен в 5 минутах ходьбы к югу от центра города и больше похож на ботанический сад. Старинная часть кампуса, Дворик Френсиса, официально признана как имеющая историческое значение.
Здесь в 1908 году журналистом Уолтером Вильямсом была основана первая в мире школа журналистики, теперь — факультет журналистики (англ.).
При университете работает ядерный реактор, самый мощный в мире реактор, действующий при институтах.
Миссурийский университет — один из шести публичных университетов в Америке, где медицинский (англ.), ветеринарный (англ.), инженерный, сельскохозяйственный и юридический факультеты (англ.) находятся в одном кампусе. В систему здравоохранения университета (англ.) входят четыре госпиталя, расположенных в центральной части штата (англ.).